# Prima Categoria 1910-11
El Campeonato Italiano de Fútbol 1910-11 fue la 14.ª edición de dicho campeonato. A diferencia de la temporada anterior (jugada a grupo único), los equipos fueron divididos en dos zonas: Piamonte-Lombardía-Liguria y Véneto-Emilia, jugándose dos ruedas, clasificándose para una Final Nacional los primeros de cada zona. Pro Vercelli ganó su tercer scudetto.

## Clasificación

### Piamonte-Lombardía-Liguria
| Pos | Equipo         | PJ | PG | PE | PP | Pts | GF | GC | Dif | Comentarios                     |
| --- | -------------- | -- | -- | -- | -- | --- | -- | -- | --- | ------------------------------- |
| 1   | Pro Vercelli   | 16 | 12 | 3  | 1  | 27  | 44 | 8  | +36 | Clasificado a la Final Nacional |
| 2   | Milan          | 16 | 10 | 2  | 4  | 22  | 44 | 19 | +25 |                                 |
| 3   | Torino         | 16 | 9  | 0  | 7  | 18  | 33 | 27 | +6  |                                 |
| 4   | Andrea Doria   | 16 | 8  | 0  | 8  | 16  | 28 | 30 | -2  |                                 |
| 5   | Genoa          | 16 | 7  | 0  | 9  | 14  | 22 | 27 | -5  |                                 |
| 6   | Internazionale | 16 | 6  | 1  | 9  | 13  | 24 | 31 | -7  |                                 |
| 7   | Piemonte       | 16 | 4  | 4  | 8  | 12  | 21 | 35 | -14 |                                 |
| 7   | US Milanese    | 16 | 6  | 0  | 10 | 12  | 19 | 45 | -26 |                                 |
| 9   | Juventus       | 16 | 3  | 4  | 9  | 10  | 16 | 29 | -13 |                                 |

### Véneto-Emilia-Romaña
| Pos | Equipo        | PJ | PG | PE | PP | Pts | GF | GC | Dif | Comentarios                     |
| --- | ------------- | -- | -- | -- | -- | --- | -- | -- | --- | ------------------------------- |
| 1   | Vicenza       | 6  | 6  | 0  | 0  | 12  | 21 | 3  | +18 | Clasificado a la Final Nacional |
| 2   | Hellas Verona | 6  | 4  | 0  | 2  | 8   | 13 | 12 | +1  |                                 |
| 3   | Bologna       | 6  | 2  | 0  | 4  | 4   | 11 | 20 | -9  |                                 |
| 4   | Venezia       | 6  | 0  | 0  | 6  | 0   | 2  | 12 | -10 |                                 |

## Final Nacional
Jugada el 11 y 18 de junio.
| Equipo 1     | Agr. | Equipo 2 | Ida | Vuelta |
| ------------ | ---- | -------- | --- | ------ |
| Pro Vercelli | 5-1  | Vicenza  | 3-0 | 2-1    |

|              |
| Campeón      |
| Pro Vercelli |
| 3º título    |